# Granda
Granda – trzeci album studyjny polskiej wokalistki Moniki Brodki. Wydawnictwo ukazało się 20 września 2010 roku nakładem wytwórni muzycznej Sony Music. W wersji specjalnej Granda została wzbogacona o dodatkową płytę DVD zawierającą film dokumentujący proces realizacji nagrań.
Album dotarł do 2. miejsca listy OLiS w Polsce. 15 listopada 2011 roku płyta uzyskała status dwukrotnie platynowej.
Płytę poprzedził wydany 13 sierpnia 2010 roku utwór pt. W pięciu smakach, którego premiera odbyła się na antenie Programu III Polskiego Radia w audycji Lista przebojów Programu Trzeciego. 29 sierpnia piosenkarka zaprezentowała album w całości podczas występu na Orange Warsaw Festival.
Album otrzymał nagrodę Fryderyk w kategorii album roku pop oraz produkcja muzyczna roku.

## Realizacja nagrań
Muzykę na album Granda skomponował Bartosz Dziedzic wraz z Moniką Brodką. Wyjątek stanowi utworu "Hejnał", który przygotował ojciec piosenkarki Jan Brodka oraz Dziedzic. Słowa do piosenek napisała sama Monika, a także Radek Łukasiewicz z formacji Pustki oraz Jacek "Budyń" Szymkiewicz z zespołu Pogodno.
Partie perkusji zostały zrealizowane w Studio Recpublika w Lubrzy we współpracy z Marcinem Borsem. Gitary Akustyczne zostały nagrane w częstochowskim Studio 333 z realizatorem Bartłomiejem Kuźniakiem. Partie wokalne nagrano w Studio Chróst w Sulejówku z realizatorem i właścicielem studia Winicjuszem Chróstem. Z kolei instrumenty góralskie nagrano w Miejskim Centrum Kultury w Żywcu. Wszystkie utwory zostały zmiksowanie w Studio7 w Piasecznie przez Marcina Gajko. mastering kompozycji w The Exchange Mastering Studios w Londynie wykonał Simon Davey.

## Lista utworów
Opracowano na podstawie materiału źródłowego.
1. "Szysza" (muz. B. Dziedzic, M. Brodka; sł. J. Szymkiewicz, M. Brodka) – 3:40
2. "Granda" (muz. B. Dziedzic, M. Brodka; sł. R. Łukasiewicz) – 3:33
3. "Krzyżówka dnia" (muz. B. Dziedzic, M. Brodka; sł. R. Łukasiewicz) – 3:16
4. "Sauté" (muz. B. Dziedzic, Brodka; sł. J. Szymkiewicz) – 3:41
5. "Hejnał" (muz. J. Brodka, B. Dziedzic) – 1:09
6. "W pięciu smakach" (muz. B. Dziedzic, M. Brodka; sł. R. Łukasiewicz) – 3:38
7. "Bez tytułu" (muz. B. Dziedzic, M. Brodka; sł. M. Brodka) – 2:48
8. "K.O." (muz. B. Dziedzic, Monika Brodka; sł. R. Łukasiewicz) – 4:04
9. "Syberia" (muz. B. Dziedzic, M. Brodka; sł. M. Brodka) – 2:39
10. "Kropki kreski" (muz. B. Dziedzic, M. Brodka, sł. M. Brodka) – 2:21
11. "Excipit" (muz. B. Dziedzic, Brodka; sł. Q. Carenzo) – 4:11

Bonus DVD
1. "Ale Granda" (reżyseria: Quentin Carenzo, montaż: Jarek Kupść, zdjęcia: Marek Kucharski) – 37:42

## Twórcy
Opracowano na podstawie materiału źródłowego.
| - Monika Brodka – wokal prowadzący, wakat, bębenek tunezyjski, tamburyn - Bartosz Dziedzic – produkcja, gitara basowa, smyki midi, piano midi, syntezatory, programowanie, gitara akustyczna - Maciej Gołyźniak – perkusja - Jan Brodka – dudy, trombita - Kasia Wojtas – skrzypce - Przemek Gonciarczyk – altówka - Radosław Łukasiewicz – gitara elektryczna | - Lech Matecki – gitara akustyczna, mandolina - Marcin Bors – realizacja partii perkusji - Bartłomiej Kuźniak – realizacja partii gitar - Winicjusz Chróst – realizacja wokaliz - Marcin Gajko – miksowanie - Simon Davey – mastering - Bartek Arobal – oprawa graficzna - Magda Wunsche & Samsel – zdjęcia |